# Nox (groupe)
Pour les articles homonymes, voir Nox.
Nox est un groupe musical hongrois de pop. Jusque-là membre permanent du groupe avec Szilvia Péter Szabó, Tamás Nagy le quitte en 2009. Le groupe se reforme en 2022

## Histoire
Formé en 2002, leurs morceaux se caractérisent par un mélange de musique traditionnelle hongroise et de sonorités modernes. La chanteuse du groupe est Szilvia Péter Szabó.
Le groupe est surtout connu dans le reste de l'Europe pour avoir représenté leur pays d'origine au Concours Eurovision de la chanson 2005,, où ils atteignent la 12e place lors de la finale avec leur chanson Forogj, világ!. Ils étaient alors les premiers Hongrois présents au concours depuis 1998.
Jusque-là membre permanent du groupe avec Szilvia Péter Szabó, Tamás Nagy le quitte en 2009. Le groupe se reforme en 2022, et publie un nouvel album Főnix, puis entame une tournée promotionnelle à l'album en 2023.

## Discographie
- 2002 : Örökség
- 2003 : Bűvölet
- 2004 : Karácsony
- 2005 : Ragyogás
- 2006 : Örömvölgy
- 2007 : Csendes
- 2008 : Időntúl
- 2009 : Most!
- 2010 : Best of 2002-2009
- 2022 : Főnix

## Classements
| Année | Album             | Meilleure position | Certification | Ventes  |
| Année | Album             | HUN                | Certification | Ventes  |
| ----- | ----------------- | ------------------ | ------------- | ------- |
| 2002  | Orökség           | 1                  | Or            | 28 000  |
| 2003  | Bűvölet           | 1                  | Platine x2    | 53 000  |
| 2004  | Karácsony         | 1                  | Platine       | 29 000  |
| 2005  | Ragyogás          | 1                  | Platine x2    | 42 000  |
| 2006  | Örömvölgy         | 1                  | Platine x2    | 30 000+ |
| 2007  | Csendes           | 1                  | Or            | 7 500+  |
| 2008  | Időntúl           | 2                  | Or            | 7 500+  |
| 2009  | Most!             | 4                  |               |         |
| 2010  | Best of 2002-2009 | 7                  |               |         |